# Stacy Keach
Walter Stacy Keach, Jr., född 2 juni 1941 i Savannah i Georgia, är en amerikansk skådespelare.

## Biografi
Stacy Keach studerade vid Yale Drama School 1963-1964 och vid Royal Academy of Dramatic Art i London 1964-1965. Keach gjorde sin filmdebut 1968 i Hjärtat jagar allena och Broadwaydebut 1969 i Indians.
Han har i flera filmer gestaltat socialt utslagna människor, som till exempel boxaren i Fat City - chansernas stad. För svensk TV-publik mest känd för sin roll som privatdeckaren Mike Hammer i TV-serien med samma namn. Han har även spelat fängelsechef i Prison Break.
Keach greps 1984 i Storbritannien sedan han försökt smuggla in 37 gram kokain och avtjänade nio månader i fängelset i Richmond som straff för detta brott.
Han var mellan 1981 och 1986 gift med Jill Donohue, dotter till den norsk-svenska sångerskan och skådespelerskan Tutta Rolf. Sedan 1986 är han gift med den polskfödda fotomodellen Malgosia Tomassi och paret har två barn.
Stacy Keach föddes med läppspalt och är engagerad i Cleft Palate Foundation.

## Filmografi
- 1968 – Hjärtat jagar allena
- 1968 – Macbeth (TV-film)
- 1971 – Doc
- 1971 – Fat City - Chansernas stad
- 1973 – Luther
- 1975 – Officerssvinet
- 1977 – Jesus från Nasaret
- 1977 – Kniven på strupen
- 1978 – Bergets grymma hemlighet
- 1980 – De laglösa
- 1981 – Cheech & Chongs sköna drömmar
- 1983 – Prinsessan Daisy (TV-film)
- 1984 – Mistrals dotter (TV-serie)
- 1984–1987 – Mickey Spillane's Mike Hammer (TV-serie)
- 1986 – Intimate Strangers (TV-film)
- 1990 – Milena
- 1993 – Batman möter mörkrets hämnare (röst)
- 1996 – Flykten från L.A.
- 1997–1998 – Mike Hammer, Private Eye (TV-serie)
- 1998 – American History X
- 2000–2002 – Titus (TV-serie)
- 2001–2016 – Simpsons (TV-serie) (röst)
- 2005–2007 – Prison Break (TV-serie)
- 2012 – The Bourne Legacy
- 2013 – Anger Management (TV-serie)
- 2013 – Nebraska
- 2013 – Flygplan (röst)
- 2013 – Brooklyn Nine-Nine (TV-serie)
- 2014 – Flygplan 2: Räddningstjänsten (röst)
- 2014 – Sin City: A Dame to Kill For
- 2014 – Law & Order: Special Victims Unit (TV-serie)
- 2015 – Hot in Cleveland (TV-serie)
- 2015 – Truth
- 2016 – Cell
- 2025 – Jay Kelly